# 忠犬もちしば
忠犬もちしば（ちゅうけんもちしば）とは、キャラクターグッズの企画、製造、販売を行っている株式会社エスケイジャパンが製作した柴犬キャラクター。
2014年9月にアミューズメント景品として発売して以来、ぬいぐるみを中心に商品を展開している。

## 設定
登場するキャラクターは商店街にあるお店で生活しており、一部のご主人も紹介されている。また特徴として「まんまる体型」「可愛いおしり」がある。
キャラクターにはそれぞれ誕生日が設定されており、ことぶき米店4匹以外はキャラクター設定に関連する「〇〇の日」から決められている。
(例えば、もなかとさくらの誕生日、3月27日はさくらの日など)

## 登場キャラクター

### 「ことぶき米店」
まるふく商店街で3代続くお米屋さん。ある日、お米屋さんにお腹を空かせた柴犬4匹がやってくる。お米屋さんの店主(後のご主人)は4匹に店頭で配っていた試食のおにぎりを食べさせる。美味しいおにぎりに感動した4匹は、お店に通いあることがきっかけでお店の飼い犬になる。4匹は大好きなご主人のために、ちょっぴり失敗しながらもお店のお手伝いをしながら、立派な看板犬を目指している。
おかか
声‐西山宏太朗
9月9日生まれ。一人称は「ボク」。本作の主人公。
性格：のんびりやさんな おとこのこ。きょうだいの中でも特におおらかな性格なため、何をされても怒らない。好きなことはご主人とお昼寝をすること。最近はおにぎりを食べながら寝てしまうなど、気づくと寝ていることに悩んでいる。すずめさんと仲が良い。
好きな食べ物は「おかかのおにぎり」と「こたつで食べるみかん」。実は猫舌で熱い食べ物が苦手。とくに麺類はのんびりやな性格もあいまって上手に食べられず落ち込むこともある。
将来の夢は「世界中のみんなに美味しいおにぎりを食べてもらうこと」
つな
声-村瀬歩
9月9日生まれ。一人称は「僕」。
性格：しっかりものの おとこのこ。面倒見がよく真面目なため、よくきょうだい達の言動に振り回されている。好きなことは、ご主人とお散歩をすること。普段はしっかり者だが、ご主人の前だけは甘えん坊になる。くすぐりが苦手。花粉アレルギー持ち。
好きな食べ物は「つなのおにぎり」と「まぐろの切り身」。嫌いな食べ物はないが、チョコレートを食べると酔っぱらう。
将来の夢は「ことぶき米店を日本一のお米屋さんにすること」
ごま
声-榊原優希
9月9日生まれ。一人称は「ぼく」。
性格：わんぱくものの おとこのこ。自由奔放なため、本人は悪気はないがトラブルメーカーである。よく散歩中に蝶々を追いかけて迷子になる。好きなことは、ご主人と遊ぶこと。うえまち団子の4匹と出会ってからは、後輩の見本になろうと頑張っている。寝相が悪くいびきをかいて寝る。注射が苦手でちゅうしゃ(注射、駐車、カチューシャなど)と言う言葉を聴くだけで怯えてしまう。
好きな食べ物は「ごましおおにぎり」と「お赤飯(ごましおがのっているから)」。苦手な食べ物は骨がたくさんある魚(骨が刺さるから)。
将来の夢は「みんなに頼られること」
うめ
声-諸星すみれ
9月9日生まれ。一人称は「わたし」。ことぶき米店の紅一点。
性格：あまえんぼうな おんなのこ。さみしがり屋でお昼寝するときは、きょうだいの間に挟まって寝るのが好き。好きなことは、ご主人に撫でてもらうこと。可愛いもの、おしゃれをするのが大好き。お姫様ごっこをして遊ぶ。
好きな食べ物は「うめおにぎり」と「スイーツ」。苦手な食べ物はあぶらっこいもの。
将来の夢は「アイドル犬になってお店を有名にすること」
ことぶき米店のご主人
声-鶴岡聡
ことぶき米店3代目。30代の独身男性。
先代である両親の引退を機に脱サラしてお店を引き継ぐ。厳しい修行を覚悟していたが、両親は引退をしてすぐに世界一周旅行に行ってしまったため試行錯誤しながらお店を経営している。おかか達を飼い始めてから毎日が充実しており、4匹が初めてお店にきた日を誕生日としてお祝いしたり手作りの洋服を作ってあげるなどマメな性格。

### 「うえまち団子」
まるふく商店街にあるお団子屋さん。あんこときなこを飼っていたが、後にもなかとさくらを迎え入れている。
あんこ
11月25日生まれ。一人称は「あんこ」。きなこのお兄さん。
性格：おっちょこちょいな おとこのこ。不運体質でよく転んでいるので、みんなに心配されている。そのためラッキーアイテム探しが日課になっている。好きなことは、ごしゅじんさまに抱っこをしてもらうこと。
好きな食べ物は「あん団子」と「さつまいも」。苦手な食べ物は「苦いもの（抹茶、薬）」。
将来の夢は「一人前になってきなこに頼られること」
きなこ
11月25日生まれ。一人称は「きなこ」。あんこの妹。
性格：おしゃまさんな おんなのこ。ことぶき米店の4匹に憧れており、看板犬を目指している。木登りが得意。また歌も得意だと思っているが、実は音痴。好きなことは、ごしゅじんさまにどこまでもついて行くこと。
好きな食べ物は「きなこもち」と「フルーツ」。苦手な食べ物は「野菜全般（野菜は他の子にあげる）」。
将来の夢は「ことぶきの4匹のような素敵な看板犬になること」
さくら
3月27日生まれ。一人称は「さくら」。もなかの妹。
性格：はずかしがりやの おんなのこ。いつも もなかの後ろに隠れている。みんなから妹として可愛がられている。大きな声で挨拶することが苦手で練習中。好きなことは、ごしゅじんさまとボールあそび。
好きな食べ物は「さくらもち」と「三色団子のピンク」。苦手な食べ物は「辛いもの（特にわさび）」。
将来の夢は「お友達をたくさん作ること」
もなか
3月27日生まれ。一人称は「もなか」。さくらのお兄さん。
性格：げんきはつらつな おとこのこ。妹のさくらが大切で、さくらを笑顔にするために色々な芸を覚えた。声が大き過ぎてさくらの声が聞こえない時がある。好きなことは、ごしゅじんさまとおいかけっこ。
好きな食べ物は「もなか」と「ハム」。苦手な食べ物は「ぐるぐるキャンディ（見ていると目が回る）」。　
将来の夢は「正義のヒーロー犬になること」
うえまち団子のご主人
夫婦で切り盛りしている。はじめは、あんこときなこの2匹を飼っていたが、ご近所のことぶき米店が4匹で賑やかな様子をみて、もなかとさくらを飼い始めた。

### 「お友達」
すずめさん
一人称は「わたし」
性格：とってもものしりな おにいさん。ことぶき米店の4匹をはじめ、みんなにお勉強や敬語を教えてあげる。お兄さん的存在。好きなことは、ひなたぼっこをすること。趣味は空を旅すること。周りのすずめより声が低いことを気にしている。

### 「Toyo Bakery」
まるふく商店街にあるパン屋さん。看板メニューは食パン。
こむぎ
4月12日生まれ。
性格：「Toyo Bakery」の看板犬 ウェルシュ・コーギーのおとこのこ。フランクでむじゃき。イギリス生まれのため英語が話せる。好きなものは できたての パンのにおい。チャームポイントは食パンに似たおしり。

### 「ビストロヨシヅカ」
まるふく商店街にある洋食屋さん。看板メニューはオムライス。
ふてどり
性格：「ビストロヨシヅカ」の看板とりのおとこのこ。ちょっぴり意地悪。すずめさんをライバル視している。いつか空を飛びたい。好きなことは うわさばなし。チャームポイントはしもぶくれのほっぺ。
やまと
10月10日生まれ。
性格：「ビストロヨシヅカ」の看板ぶたのおとこのこ。のんびりやさんで食いしん坊。美味しいものをたべると「うんまか～」というのが口癖。好きなことは 美食ハント(食べ歩き)。チャームポイントは頭の3本毛とハート型の足跡。

### その他
ナレーション
声‐水島裕

## 展開
当初はアミューズメント景品として発売されたが、思ったよりも反響がありキャラクターとして本格的に力を入れる。
現在ではぬいぐるみ、雑貨などのグッズ化がされており、物販イベントも開催している。近年では韓国、台湾でもグッズ化している。
2019年にはキャラクター誕生5周年を迎えた。
2019年3月から4コマ漫画『もちっと忠犬もちしば』がコミックNewtype他で連載がスタート。2020年4月にはKADOKAWAから書籍化されている。
2019年10月よりNTTレゾナントが提供しているAIチャットボットサービス「goo botmaker(グーボットメーカー)」とコラボレーションしている。
2020年から公式YouTubeチャンネルを開設し、ショートアニメーションの他、おかかのひとことアニメシリーズを公開。
ひとことアニメシリーズでは、声優の西山宏太朗がおかかを演じている。

## 漫画

### Web配信
コミックNewtypeにて毎月第2・4火曜に配信。忠犬もちしばたちの日常を描いた4コマ漫画。
- いち柴目（2019年3月26日配信）
- に柴目（2019年4月9日配信）
- さん柴目（2019年4月23日配信）
- よん柴目（2019年5月14日配信）
- ご柴目〜にじゅういち柴目（コミックス1巻に収録）
- にじゅうに柴目（2020年4月7日配信）
- にじゅうさん柴目（2020年4月28日配信）
- にじゅうよん柴目（2020年5月12日配信）
- にじゅうご柴目（2020年5月26日配信）
- にじゅうろく柴目（2020年6月23日配信）
- にじゅうなな柴目（2020年7月14日配信）
- にじゅうはち柴目（2020年7月28日配信）
- にじゅうきゅう柴目（2020年8月11日配信）
- さんじゅう柴目（2020年8月25日配信）
- さんじゅういち柴目（2020年9月8日配信）
- さんじゅうに柴目（2020年9月22日配信）
- さんじゅうさん柴目（2020年10月13日配信）
- さんじゅうよん柴目（2020年10月27日配信）
- さんじゅうご柴目（2020年11月10日配信）
- さんじゅうろく柴目（2020年11月24日配信）
- さんじゅうなな柴目（2020年12月8日配信）
- さんじゅうはち柴目（2020年12月25日配信）

### コミックス
- もちっと忠犬もちしば（KADOKAWA、2020年4月11日発行、ISBN 978-4041093894）

## 映像作品
YouTubeチャンネル（忠犬もちしば-Mochishiba Channel-）にて配信。
- かいてんじゅんび（2020年3月30日配信）
- ようこそ！うえまち団子へ（2020年3月30日配信）
- 上手にはいたつできるかな？（2020年3月30日配信）
- うめのかみかざり（2020年3月30日配信）
- 不安なときはボクをぎゅ〜としてくださいね（2020年5月14日配信、おかかcv.西山宏太朗）
- 疲れたときは、おにぎりをたべましょう！（2020年5月22日配信、おかかcv.西山宏太朗）